# 1,8-diazabicyklo(5.4.0)undec-7-en
1,8-diazabicyklo[5.4.0]undec-7-en, zkráceně DBU, je organická sloučenina patřící mezi amidiny. Používá se v organické syntéze jako katalyzátor, komplexační ligand a nenukleofilní zásada.

## Výroba a výskyt

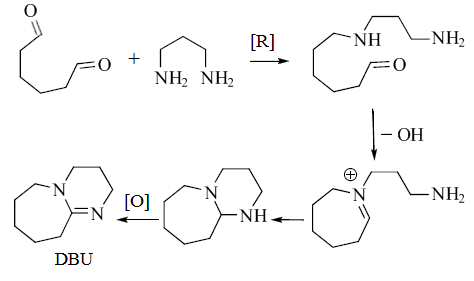
Předpokládáný postup tvorby DBU v mořských houbách

I když se veškerý DBU vyrábí uměle, tak jej lze rovněž získat z mořské houby Niphates digitalis. Biosyntéza DBU začíná reakcí hexandialu (adipaldehydu, tj. aldehydu kyseliny adipové) s 1,3-diaminopropanem.

## Použití
V organické chemii se DBU používá jako katalyzátor, komplexační ligand a nenukleofilní zásada; rovněž nalézá využití při vytvrzování epoxidových pryskyřic. Používá se také při přečišťování fullerenů pomocí 1,2,4-trimethylbenzenu (jenž reaguje s fullereny se 70 a více atomy uhlíku, ovšem nereaguje s C60) a též jako katalyzátor při výrobě polyuretanu. Má silný katalytický účinek na reakce alicyklických a alifatických isokyanátů. Jeho duální charakter (zásada a nukleofil) se využívá taktéž při přípravě arylových a styrylových derivátu acetylenu.